# Hitman (comic)
Hitman is een zestigdelige comicreeks van DC Comics die liep van april 1996 tot en met april 2001. De volledige serie werd geschreven door Garth Ennis en getekend door John McCrea. De reeks is een combinatie van actie en zwarte humor.

## Profiel
Tommy Monaghan is een huurmoordenaar van Ierse afkomst, levend in Gotham City. Hij verschijnt voor het eerst in The Demon Annual #2, waar hij gebeten wordt door de demon Glonth. Als gevolg daarvan ontwikkelt hij röntgenvisie en een telepathisch vermogen, waardoor hij door vaste materialen heen kan kijken en gedachten kan lezen. Uiterlijk veranderen alleen zijn ogen, die geheel zwart worden, waardoor hij zelden zijn zonnebril afzet.
Dankzij zijn extra gaven biedt Monaghan zich voornamelijk aan voor opdrachten wat betreft bovenmenselijke doelwitten, zoals The Joker (in #1-3). Daarnaast wil Monaghan ervan overtuigd zijn dat een potentieel slachtoffer het verdient vermoord te worden. Hij doodt geen eerzame personages. Wanneer hij niet aan het werk is, drinkt, kaart of speelt hij pool met medehuurmoordenaars Natt 'the Hatt' Walls, Sean Noonan, Ringo Chen, Pat Noonan en Hacken.
De verdere cast van de serie bestaat uit zowel serieus bedoelde opponenten als puur voor komisch effect bedoelde karakters die voornamelijk karikaturen vormen van waar ze voor staan.

## Prijzen
- Schrijver Ennis won de Will Eisner-award 1998 voor beste scenarist, voor onder meer Hitman (verder  voor Preacher, Unknown Soldier en Blood Mary: Lady Liberty)
- Will Eisner-award 1999 voor beste los verhaal, voor Hitman #34

## Hitman verzameld
Hitman is niet geheel in bundelingen verschenen. De volgende verzamelingen zijn verkrijgbaar:
- Hitman - The Demon Annual #2, Batman Chronicles #4 en Hitman #1–3
- 10.000 Bullets - Hitman #4–8
- Local Heroes - Hitman #9–14 en Hitman annual #1)
- Ace of Killers - Hitman #15–22
- Who Dares Wins - Hitman #23–28

## Extra uitgaves
- Hitman annual #1
- Hitman #1.000.000
- Hitman/Lobo: That Stupid Bastich
- JLA/Hitman #1-2

## Trivia
- Hoewel Hitman uitgegeven werd door het Amerikaanse DC Comics, zijn zowel schrijver Ennis als tekenaar McCrea Noord-Iers.
- McCrae was in 1996 aanwezig op De Stripdagen in Breda (destijds) om Hitman te promoten en zijn werk te signeren.